# Huntington (West Virginia)
Huntington ist die zweitgrößte Stadt im US-Bundesstaat West Virginia und Sitz der Countyverwaltung (County Seat) von Cabell County. Das U.S. Census Bureau ermittelte bei der Volkszählung 2020 eine Einwohnerzahl von 46.842.
Das Gemeindegebiet erstreckt sich teilweise ins Wayne County.
Mit der Nachbarstadt Proctorville im Bundesstaat Ohio ist Huntington über die East End Bridge verbunden, die über den Ohio River führt.

## Geschichte
Der Ort wurde nach Collis P. Huntington benannt, der die Stadt im Jahr 1870 als Westende der Chesapeake and Ohio Railway gründete, und beherbergt unter anderem die Marshall University und mehrere Museen wie das Huntington Museum of Art. 
Die Stadt erreichte in den 1950er-Jahren aufgrund ihres wirtschaftlichen Wachstums durch Kohlebergbau sowie durch Unternehmen der chemischen und der Stahlindustrie eine Bevölkerungszahl von rund 86.000 Einwohnern. Mit dem Rückgang der Bedeutung von Kohle als Energieträger und der Bahn als Transportmittel verlor Huntington jedoch einen erheblichen Teil seiner industriellen Basis, wodurch auch die Einwohnerzahl seit dem Beginn der 1960er-Jahre kontinuierlich sank. Gegenwärtig ist die Bevölkerungs- und Arbeitssituation in der Stadt außer durch die verbliebenen Stahlunternehmen insbesondere von den ansässigen Krankenhäusern, die neben der Stadt auch deren ländliches Umfeld versorgen, und der Universität geprägt.
In der Nähe von Huntington kam es 1970 zum schwerwiegendsten Unglück in der Geschichte des amerikanischen Hochschulsports, als ein Flugzeug mit den Spielern des Footballteams der Marshall University abstürzte. Die Ereignisse um diese Katastrophe waren die Vorlage für den McG-Film Sie waren Helden mit Matthew McConaughey und Robert Patrick. Die Dreharbeiten im Jahr 2006 fanden unter anderem in Huntington statt.
Huntington wurde besonders stark durch die Opioidkrise in den USA getroffen. Am 15. August 2015 gab es 28 Einsätze wegen einer Überdosis. Im Jahre 2017 war jeder vierte Einwohner von Huntington drogensüchtig. Über 10.000 Menschen der 49.000 Einwohner konsumieren Heroin oder andere Opioide. Die Stadt begann daraufhin ein erfolgreiches Programm um die Folgen der Drogenabhängigkeit in den Griff zu bekommen.Huntington, West Virginia: Die Geschichte der amerikanischen „Hauptstadt der Überdosierung“ auf YouTube, abgerufen am 16. April 2025.

## Einwohnerentwicklung
| Jahr | Einwohner |
| ---- | --------- |
| 1980 | 63.684    |
| 1990 | 54.844    |
| 2000 | 51.475    |
| 2005 | 49.198    |
| 2010 | 49.138    |
| 2020 | 46.842    |

## Söhne und Töchter der Stadt
| Geburtsjahr | Name                                       | Sterbejahr | Beruf                                                |
| ----------- | ------------------------------------------ | ---------- | ---------------------------------------------------- |
| 1917        | Curtis Bill Pepper                         | 2014       | Journalist und Autor                                 |
| 1918        | Archer Edwin Reilly (Archer E. Reilly)     | 2003       | Jurist und Politiker                                 |
| 1921        | Harold Franklin Hawkins (Hawkshaw Hawkins) | 1963       | Country-Sänger                                       |
| 1928        | Ernie Farrow                               | 1969       | Jazz-Bassist                                         |
| 1928        | Morris Tanenbaum                           |            | Chemiker und Manager                                 |
| 1930        | Carter R. Gilbert                          | 2022       | Ichthyologe                                          |
| 1934        | Wade Legge                                 | 1963       | Jazz-Pianist                                         |
| 1936        | Harold Everett Greer (Hal Greer)           | 2018       | Basketballspieler                                    |
| 1950        | Bradford Claude Dourif (Brad Dourif)       |            | Schauspieler                                         |
| 1951        | John W. Rudnicki                           |            | Ingenieurwissenschaftler                             |
| 1960        | Evan Hollin Jenkins (Evan Jenkins)         |            | Politiker                                            |
| 1971        | Thomas Harold Massie (Thomas Massie)       |            | Politiker                                            |
| 1979        | Joshua Denver Harto (Joshua Harto)         |            | Schauspieler                                         |
| 1987        | Ovinton J’Anthony Mayo (O. J. Mayo)        |            | Basketballspieler                                    |
| 1987        | William Henry Walker (Bill Walker)         |            | Basketballspieler                                    |
|             | Julia Keller                               |            | Schriftstellerin, Journalistin und Hochschullehrerin |